# Pierwsza miłość (serial telewizyjny)
Pierwsza miłość – polski codzienny serial obyczajowy emitowany od 4 listopada 2004 na antenie Polsatu.
Akcja serialu rozgrywa się głównie we Wrocławiu, gdzie w większości mieszkają główni bohaterowie oraz w wiosce Wadlewo (Gajków, Ratowice), niedaleko Wrocławia. Sceny w plenerze kręcone są w Parku Szczytnickim, w okolicach ronda Reagana, Ostrowie Tumskim, kamienicy przy ul. Smoluchowskiego oraz we wsi Rojów w woj. wielkopolskim.
Średnia oglądalność serialu na antenie telewizji Polsat w sezonie 2021/2022 wyniosła 1,12 mln widzów,a w sezonie 2022/2023 – 1,01 mln widzów, w sezonie 2024/2025 serial oglądało średnio 873 tys widzów.

## Historia emisji
Uwaga: tabela zawiera informacje odnoszące się wyłącznie do pierwszej emisji telewizyjnej; nie uwzględniono w niej ewentualnych prapremier w serwisach internetowych (np. Polsat Box Go).
| Sezon telewizyjny | Sezon telewizyjny | Odcinki         | Pierwsza emisja telewizyjna (Polsat) | Pierwsza emisja telewizyjna (Polsat) | Pierwsza emisja telewizyjna (Polsat) |
| Sezon telewizyjny | Sezon telewizyjny | Odcinki         | Początek emisji                      | Koniec emisji                        | Pora emisji                          |
| ----------------- | ----------------- | --------------- | ------------------------------------ | ------------------------------------ | ------------------------------------ |
| 1.                | 2004/2005         | 1–121 (121)     | 4 listopada 2004                     | 31 grudnia 2004                      | czwartek i piątek 19.10              |
| 1.                | 2004/2005         | 1–121 (121)     | 3 stycznia 2005                      | 9 marca 2005                         | poniedziałek–środa 18.00             |
| 1.                | 2004/2005         | 1–121 (121)     | 14 marca 2005                        | 26 maja 2005                         | poniedziałek–czwartek 18.00          |
| 1.                | 2004/2005         | 1–121 (121)     | 30 maja 2005                         | 24 czerwca 2005                      | poniedziałek–piątek 18.00            |
| 1.                | 2004/2005         | 1–121 (121)     | 29 czerwca 2005                      | 25 sierpnia 2005                     | środa i czwartek 20.00               |
| 2.                | 2005/2006         | 122–329 (208)   | 29 sierpnia 2005                     | 30 grudnia 2005                      | poniedziałek–piątek 18.00            |
| 2.                | 2005/2006         | 122–329 (208)   | 2 stycznia 2006                      | 31 stycznia 2006                     | poniedziałek i wtorek 18.00          |
| 2.                | 2005/2006         | 122–329 (208)   | 6 lutego 2006                        | 30 czerwca 2006                      | poniedziałek–piątek 18.00            |
| 2.                | 2005/2006         | 122–329 (208)   | 5 lipca 2006                         | 24 sierpnia 2006                     | środa i czwartek 19.30               |
| 3.                | 2006/2007         | 330–536 (207)   | 28 sierpnia 2006                     | 22 czerwca 2007                      | poniedziałek–piątek 18.00            |
| 4.                | 2007/2008         | 537–736 (200)   | 3 września 2007                      | 27 czerwca 2008                      | poniedziałek–piątek 18.00            |
| 5.                | 2008/2009         | 737–938 (202)   | 1 września 2008                      | 19 czerwca 2009                      | poniedziałek–piątek 18.00            |
| 6.                | 2009/2010         | 939–1135 (197)  | 31 sierpnia 2009                     | 18 czerwca 2010                      | poniedziałek–piątek 18.00            |
| 7.                | 2010/2011         | 1136–1334 (199) | 6 września 2010                      | 16 czerwca 2011                      | poniedziałek–piątek 18.00            |
| 8.                | 2011/2012         | 1335–1534 (200) | 5 września 2011                      | 18 czerwca 2012                      | poniedziałek–piątek 18.00            |
| 9.                | 2012/2013         | 1535–1726 (192) | 3 września 2012                      | 7 czerwca 2013                       | poniedziałek–piątek 18.00            |
| 10.               | 2013/2014         | 1727–1924 (198) | 2 września 2013                      | 13 czerwca 2014                      | poniedziałek–piątek 18.00            |
| 11.               | 2014/2015         | 1925–2118 (194) | 1 września 2014                      | 5 czerwca 2015                       | poniedziałek–piątek 18.00            |
| 12.               | 2015/2016         | 2119–2318 (200) | 31 sierpnia 2015                     | 10 czerwca 2016                      | poniedziałek–piątek 18.00            |
| 13.               | 2016/2017         | 2319–2517 (199) | 29 sierpnia 2016                     | 8 czerwca 2017                       | poniedziałek–piątek 18.00            |
| 14.               | 2017/2018         | 2518–2709 (192) | 4 września 2017                      | 8 czerwca 2018                       | poniedziałek–piątek 18.00            |
| 15.               | 2018/2019         | 2710–2900 (191) | 3 września 2018                      | 7 czerwca 2019                       | poniedziałek–piątek 18.00            |
| 16.               | 2019/2020         | 2901–3057 (157) | 2 września 2019                      | 16 kwietnia 2020                     | poniedziałek–piątek 18.00            |
| 17.               | 2020/2021         | 3058–3248 (191) | 31 sierpnia 2020                     | 4 czerwca 2021                       | poniedziałek–piątek 18.00            |
| 18.               | 2021/2022         | 3249–3441 (193) | 30 sierpnia 2021                     | 3 czerwca 2022                       | poniedziałek–piątek 18.00            |
| 19.               | 2022/2023         | 3442–3640 (199) | 29 sierpnia 2022                     | 14 czerwca 2023                      | poniedziałek–piątek 18.00            |
| 20.               | 2023/2024         | 3641–3841 (201) | 4 września 2023                      | 21 czerwca 2024                      | poniedziałek–piątek 18.00            |
| 21.               | 2024/2025         | 3842–4040 (199) | 2 września 2024                      | 20 czerwca 2025                      | poniedziałek–piątek 18.00            |
| 22.               | 2025/2026         | 4041–           | 1 września 2025                      | b.d.                                 | poniedziałek–piątek 18.00            |

1000. odcinek wyemitowany został 1 grudnia 2009, 2000. – 16 grudnia 2014, 3000. – 27 stycznia 2020, zaś 4000. – 22 kwietnia 2025.

## Obsada
- Aneta Zając:
  - Maria Nowaczyk (od 2004)
  - Dominika Bursztyńska (od 2019)
- Wojciech Dąbrowski – Jan Radosz (2004-2012, 2019-2021, 2023-2024)
- Mateusz Janicki – Paweł Krzyżanowski (2004-2005)
- Barbara Kałużna – Agnieszka Świątek (2004-2006)
- Mariusz Bąkowski – Mariusz Krzyżanowski (2004-2012)
- Klaudia Halejcio:
  - Klaudia Poraj (2004-2005)
  - Luiza Florek (2014-2017)
- Urszula Bogucka – Karolina Nahorska (2005-2011)
- Rafał Cieszyński – Łukasz "Harcerz" Szostak (2004-2005, 2014-2015)
- Mikołaj Krawczyk – Paweł Krzyżanowski (2005-2013)
- Łucja Kawczak – Julia Domańska (2011-2021)
- Aleksandra Zienkiewicz – Kinga Stańczuk (od 2004)
- Anna Ilczuk – Emilia Śmiałek-Adamczyk (od 2004)
- Ignacy Zadrożny – Norbert Miedzianowski (od 2024)
- Ewa Skibińska – Teresa Żukowska (2004-2010, od 2019)
- Natalia Pełech – Danusia Żukowska (od 2009)
- Łukasz Płoszajski – Artur Kulczycki (od 2004)
- Paweł Okoński – Marian Śmiałek (od 2004)
- Maciej Tomaszewski – Marek Żukowski (od 2004)
- Tomasz Lulek – Antoni Turczyk (2004-2016)
- Maria Pakulnis – Aneta Pałkowska (od 2004)
- Jakub Kamieński – Andrzej Pałkowski (2004-2008, 2012)
- Zbigniew Stryj – Zygmunt Nowaczyk (2021-2023)
- Olga Bończyk – Izabela Nowaczyk (2021-2023, od 2025)
- Rafał Kwietniewski – Bartosz Miedzianowski (od 2005)
- Marta Klubowicz – Mariola Nahorska (2005-2014)
- Edward Żentara – Wiktor Nahorski (2005-2011)
- Włodzimierz Adamski – Ludwik Pieczuk (od 2006)
- Wojciech Medyński – Marian "Manuel" Otręba (2007-2008, 2010-2011)
- Łukasz Dziemidok – Patryk Skalsky (2007-2011)
- Marta Dąbrowska – Iwona Jedlińska (2010-2011)
- Grażyna Wolszczak – Grażyna Weksler (od 2008)
- Magdalena Margulewicz – Stefani Konopka (2008-2012)
- Karol Strasburger – Karol Weksler (od 2009)
- Urszula Dębska – Sabina Weksler (2008-2022)
- Michał Koterski – Henryk Kaśka Saniewski (od 2009)
- Jan Jankowski – Grzegorz Król (2009-2019)
- Dominika Kojro – Aleksandra Król (2009-2013, 2016-2019)
- Angelika Kujawiak – Daria Pakulska (2008-2010, 2012, 2014-2016)
- Aleksandra Hamkało – Agnieszka "Salupa" Szabelska (2009)
- Joanna Kupińska – Izabela Czaja-Kulczycka (2010-2017)
- Paweł Krucz – Błażej Król (2009-2017, 2020)
- Agnieszka Kawiorska – Renata Król (2009-2012)
- Błażej Michalski – Mikołaj "Mikser" Serczyński (2009-2022)
- Agnieszka Włodarczyk – Anna Bilewska (2009-2012)
- Oskar Wojciechowski – Tomasz Żukowski (od 2010)
- Marek Pyś – Zenon Łazanek (2005, od 2010)
- Lech Dyblik – Roman Kłosek (od 2010)
- Mirosław Kropielnicki – Seweryn Krojewicz (od 2010)
- Agnieszka Wielgosz – Malwina Florek (od 2010)
- Halszka Lehman – Wiktoria Tecław (od 2010)
- Anita Poddębniak – Dorota Makowska (2010-2015)
- Mirosław Kotowicz – Ryszard Kozubek-Kukułka (2011-2016)
- Grażyna Zielińska – Celina Kłosek (od 2011)
- Anna Szymańczyk – Dagmara Maciejewska (2011-2015)
- Joanna Opozda – Jowita Kaczmarek-Zielińska (2011-2018)
- Mateusz Banasiuk – Radosław Zieliński (2011-2019)
- Martyna Kubicz – Patrycja Zielińska (2011-2016, 2018)
- Marcin Krajewski – Adam Wysocki (2011-2016)
- Michał Czernecki – Hubert Schultz (2011-2013, 2014, 2016)
- Monika Dryl – Sandra Malicka (2011-2013)
- Marek Kaliszuk – Robert Szymczak (2011-2013)
- Piotr Nerlewski – Fabian Jasiński (2012-2014)
- Beata Buczek-Żarnecka – Bernadetta Jasińska (2012-2013)
- Zofia Domalik – Mirosława "Mirka" Buczkowska (2012-2013)
- Tomasz Włosok – Dominik Kotowski (2012-2016)
- Rafał Mohr – Igor Kaczmarczyk (2012-2016)
- Piotr Głowacki – Wojciech Jancia (2012-2016)
- Patryk Pniewski – Krystian Domański (2012–2020, od 2023)
- Marcin Korcz – Szymon Kmieciński (2012-2014)
- Andrzej Grabowski – Olgierd Kaczmarczyk (2012-2014)
- Aleksandra Kisio – Agata Skowrońska (2009, 2013-2014)
- Katarzyna Ankudowicz – Beata Mazur (2013-2018)
- Krzysztof Kwiatkowski – Natan Wójcik (2013-2017)
- Julia Grant-Scott – Paulina Sobolewska (2013-2019)
- Paulina Gałązka – Joanna Dworzak (2014-2017)
- Hubert Jarczak – Aleksander Górski (2014-2015)
- Wojciech Błach – Michał Domański  (2015–2025)
- Ewa Jakubowicz – Amelia Reterska  (2015–2021, od 2024)
- Ewa Gawryluk – Ewa Weksler (od 2015)
- Elżbieta Romanowska – Karolina Kazan-Krojewicz (od 2015)
- Monika Fronczek – Pamela Kulas  (2015–2021, od 2024)
- Marcin Sztabiński – Sylwester Kulas (od 2015)
- Anna Gzyra – Antonina "Tola" Kaniewska (2015-2017, 2019)
- Krzysztof Wieszczek – Aleksander Tecław (od 2016)
- Joanna Jarmołowicz – Marta Rudzińska (2016-2017)
- Tomasz Mandes – Aleksander Konieczny (2016-2017)
- Jan Bielski – Arczi (od 2017)
- Piotr Gawron-Jedlikowski – Tymoteusz (2016-2019)
- Agnieszka Suchora – Anna Radziwiłł (2016-2021)
- Edyta Herbuś – Sylwia Konecka (2017-2022)
- Marta Chodorowska – Marzena Lisiak (2017-2023)
- Michał Mikołajczak – Piotr Majczyk (od 2017)
- Robert Wabich – Cezary Gruzik (2017-2018)
- Zofia Czerwińska – Matylda Gruzik (2017-2018)
- Jagoda Siegień – Renata Kowalik (2017-2018)
- Magdalena Wieczorek – Kalina Korzeniowska (od 2017)
- Zbigniew Dziduch – Leon Adamczyk (od 2017)
- Martynika Kośnica – Zuzanna Kalinowska (2017-2018)
- Maciej Mikołajczyk – Jan Stańczuk (od 2018)
- Magdalena Wróbel – Dorota Marska (od 2018)
- Oliwia Bosowska – Justyna Maczek (2018-2019)
- Joanna Majstrak – Arleta Wieczorek (2018-2020)
- Barbara Lubos – Celina Wyrwo (2018)
- Katia Paliwoda – Laura Burczyńska (2018-2020)
- Marcin Sianko – Andrzej Burczyński (2018-2019, 2022)
- Monika Pikuła – Wanda Bednarska (2019-2021)
- Lesław Żurek – Mateusz Stik (2019-2020, 2022, 2024, 2025)
- Piotr Trojan – Igor Zdaniecki (2019, 2020)
- Marek Siudym – Edward Stryjeński (od 2020)
- Honorata Witańska – Marta Andruszkiewicz (od 2020)
- Piotr Miazga – Stanisław Jaskółka (od 2020)
- Karolina Sawka – Magdalena Matuszewska (2020-2022)
- Przemysław Cypryański – Marcin Adamczyk (2020-2023)
- Dąbrówka Kruk – Julia Domańska (od 2021)
- Justyna Zielska – Jolanta Tomczak (od 2021)
- Tomasz Oświeciński – Fabian Tomczak (od 2021)
- Helena Sujecka – Kamila Wigura (2021)
- Magdalena Szczepanek – Alicja Rosińska (2021-2024)
- Marika Grądkowska – Kaja Małecka (2021)
- Igor Paszczyk – Kamil "Biały" Białecki (od 2021)
- Przemysław Sadowski – Jakub Wenerski (od 2021)
- Dominik Smaruj – Filip Wenerski (od 2021)
- Dagmara Bryzek – Julita Bednarz (od 2021)
- Anna Pentz- Anna Kowalik (2021-2025)
- Joanna Kurowska – Halina Raczkiewicz (2004–2006, od 2021)
- Katarzyna Maciąg – Laura Kowalik (od 2021)
- Piotr Cyrwus – Kazimierz Wąs (od 2021)
- Dominika Kryszczyńska – Weronika Ossowska (2021-2023)
- Gamou Fall – Samuel Willson (2022-2023)
- Julita Koper – Zuza (od 2022)
- Dominik Rybiałek – Brayan Kowalsky (od 2022)
- Klaudia Sokołowska – Aleksandra Kubiak (od 2022)
- Aleksandra Szwed – Melisa (2022-2023, od 2025)
- Pola Dębkowska – Masza Lubczenko (2022)
- Kamila Ścibiorek – Roma (2022)
- Paulina Holtz – Nela Lipińska (2023)
- Piotr Ligienza – Juliusz Lipiński (2023)
- Jolanta Niedźwiecka – Edyta Nawrocka (od 2023)
- Waleria Gorobets – Iga Sawicka (od 2023)
- Bartłomiej Magdziarz – Leszek (od 2023)
- Patryk Cebulski – Borys Wojnar (od 2023)
- Katarzyna Polewany – Sylwia (od 2024)
- Stefan Pawłowski – Remigiusz Reterski (2024-2025)
- Maja Wachowska – Aniela Nóżka (od 2024)
- Amelia Majcher – Amelia Kulas (od 2015)
- Nikodem Baczkowski – Antoni Kulas (od 2015)
- Damian Kulec – Kacper Nowaczyk (od 2021)
- Anna Jarosik – Barbara Sośniak (2023-2024)
- Jowita Budnik – Paulina Sawicka (od 2023)
- Krystian Wieczorek – Adam Biernacki (od 2023-2024)
- Alan Andersz – Alan Korzeniowski (od 2024)
- Małgorzata Szeptycka – Krystyna Kania (od 2023)
- Magdalena Górska – Ewelina Kłosek  (2010–2011, 2021-2024)
- Jarosław Gruda – Edward "Edek" Marciniak (od 2018)
- Nel Bujakiewicz – Antonina Kulczycka (od 2022)
- Dariusz Wieteska – Arkadiusz Wolak (od 2022)
- Ewa Florczak – Barbara Wieruszyńska (2024-2025)
- Joachim Olko – Maciej Wysocki (2014-2023)
- Yan Polovnikov – Maciej Wysocki (od 2023)
- Jakub Zdrójkowski – Mikołaj Miki (od 2023)
- Ewa Rodart – Małgorzata Drzymalska (2022-2025)
- Izabela Noszczyk – Gabriela Kowalska (od 2022)
- Amelia i Emilia Baranowskie – Marlena Domańska (od 2020)
- Marek Siudym – Edward Stryjeński (od 2020)
- Łukasz Garlicki – Emil Bursztyński (od 2023)
- Delfina Wilkońska – Lucyna Bochenek (od 2021)
- Dawid Dziarkowski – Maurycy Raczkiewicz (od 2024)
- Kaja Ośnicka – Łucja Lusia Romaniuk (od 2022)
- Sylwia Sokołowska – Liliana Błocka (od 2024)
- Olivier Michałków – Leon Błocki (od 2024)
- Bogdan Kalus – Zdzisław Kowalski (od 2024)
- Marcin Nowicki – Dawid Czerwiński (od 2024)
- Konrad Jałowiec – Bruno Wybicki (od 2024)
- Małgorzata Patryn-Gurłacz – Hanna Olecka (od 2024)
- Julia Kamińska – Maja Łapacz (od 2024)
- Anna Samusionek – Łucja Reterska (od 2025)
- Maria Konarowska – Berenika Gajewska-Kulczycka  (2010–2012, od 2025)
- Anna Powierza – Mira (2024, od 2025)
- Anna-Maria Sieklucka – Eliza Olszewska (od 2025)
- Elżbieta Trzaskoś – Kaja Kamińska (od 2025)
- Ignacy Kwieciński – Konstanty Kamiński (od 2025)
- Andrzej Kłak – Ferdynand Graff (od 2025)
- Redbad Klynstra – Iwo Konarski (od 2025)
- Dorota Łukasiewicz-Kwietniewska – Zofia Grocholska (2005-2007, 2011, 2014-2015, od 2022)
- Anna Kózka – Nikola Duda (2013-2014)
- Magdalena Wójcik – Łucja, matka Nikoli (2013-2014)
- Aleksandra Prykowska – Ewa Piotrowska (2011-2012)
- Gabriela Oberbek – Roksana (2012)
- Monika Domowicz – Klara Siepacz (od 2025)
- Bożena Borowska-Kropielnicka – Mirosława Zielińska (2011-2014, 2018)
- Michał Zborowski – Krzysztof Szubski (od 2022)
- Łukasz Konopka – Norbert Sobolewski (2014-2019)
- Michał Kurek – Florian Kochański (od 2025)
- Karol Biskup – Radosław Bilewicz (od 2025)
- Anna Guzik – Sylwia Danilewska (2014-2015)
- Patrycja Franczak – Angelika Olszewska (od 2025)
- Eugieniusz Malinowski – Borys Filipow (2013), Jewgienij Kosiński (2024-2025)
- Małgorzata Matuszewska-Knothe – Jadwiga Kochańska (2023)
- Katarzyna Czapla – Helena (2018)
- Magda Malcharek – Katarzyna Rybander (2019)
- Karolina Chapko – Katarzyna Woźniak (2015-2016)
- Renata Pałys: aktorka Teatru Polskiego we Wrocławiu (2005), kobieta z kotem (2009), Grażyna Olesiak (2011), Zofia Adamczyk (2021-2024)
- Barbara Mularczyk – przedszkolanka Hanna (2011)
- Magdalena Waligórska-Lisiecka – Tatiana Witebska (2007-2008)
- Maria Góralczyk – Magda Nowak (2009-2010)
- Bogdan Brzyski – Michał Stasiak (2009-2010)
- Sylwia Gliwa – Lucyna Rozen (2010)
- Monika Mariotti – Izabela "Kleopatra" Koniuszko (2018-2020)
- Yaya Samake – James Mgebe (2021)
- Anna Antoniewicz – Michalina "Miśka" - kuzynka Karoliny Kazan-Krojewicz (2019-2021)
- Michał Majnicz – Zenon Kazan (2023-2024)
- Andrzej Buszewicz – Antoni Radosz (2004-2009, 2012)
- Emilia Krakowska – Natalia Strońska-Radosz (2004-2009)
- Ewelina Ruckgaber – Agata Wąsowska (2005-2006)
- Dariusz Majchrzak – Ben (2004-2008)
- Krystyna Dmochowska – Helena Łazankowa (2004-2011)
- Maciej Małysa – Janusz Zawada vel Kamil (2011-2012)
- Ziemowit Wasielewski – Jakub Szwajewski (2005-2006)
- Maciej Brzoska – Filip Wojtkowicz (2008-2009)
- Anna Janocha – Ilona Bartoszak (2008-2009)
- Adam Krawczyk – Rafał Brycholski (2009-2010)
- Roksana Krzemińska – Katarzyna Grygier vel Sonia Gryczewska (2008)
- Marcin Błaszak – Wojciech Manicki (2009)
- Grzegorz Daukszewicz – Wojciech Adamczyk (2021-2023)
- Halina Rasiakówna – Greta (2007)
- Monika Dawidziuk – Zuza, fotoreporterka redakcji studenckiej Indeks (2006), st. asp. policjantka na Komisariacie Policji we Wrocławiu (2018), Justa vel Rybka (2021)
- Agnieszka Korzeniowska – Marta Guzek (2006)
- Marta Mańka – Brygida (2021)
- Hanna Łubieńska – Blondi (2021)
- Paulina Napora – Lidia Braniec (2018)
- Cezary Łukaszewicz – Robert Adler (2017-2018)

## Czołówka i napisy końcowe
Od początku emisji serialu do początku szóstej serii czołówka nie zmieniała się gruntownie. Głównym elementem widocznym na ekranie były zdjęcia i filmiki przedstawiające postaci, wyświetlane na spadających kolejno po sobie liściach klonu i buku. W tle były zdjęcia Wrocławia, a wszystko ułożone było na brązowym tle w deseń drzewa.
Pojawiły się w niej następujące postacie: Maria (Aneta Zając), Paweł (Mateusz Janicki), Teresa (Ewa Skibińska), Marek (Maciej Tomaszewski), Kinga (Aleksandra Zienkiewicz), Jan (Wojciech Dąbrowski), Aneta (Maria Pakulnis), Artur (Łukasz Płoszajski), Łukasz (Rafał Cieszyński) i Antoni (Andrzej Buszewicz). Ta pierwsza czołówka obowiązywała od odc. 1, wyemitowanego 4 listopada 2004 roku.
Pierwsza zmiana w tej czołówce polegała na wymianie zdjęcia Agnieszki (Barbara Kałużna). Kolejna zmiana dotyczyła Pawła Krzyżanowskiego, kiedy zmienił się aktor grający tę postać z Mateusza Janickiego na Mikołaja Krawczyka (odc. 61, wyemitowany 13 kwietnia 2005 roku). Następnie postać Agnieszki zastąpiono zdjęciem Marioli (Marta Klubowicz; w pozostałych przypadkach był to film).
Od odcinka 150., wyemitowanego 6 października 2005 roku, Łukasza zastąpił Mariusz (Mariusz Bąkowski; również wyjątkowo zdjęcie zamiast filmu). W 2007 wymieniono filmy z udziałem wszystkich bohaterów na nowe. W 2008 Antoniego zastąpił Bartek (Rafał Kwietniewski), pojawiły się także napisy z imionami i nazwiskami aktorów (odc. 672, wyemitowany 20 marca 2008 roku).
W szóstej serii (odc. 939, emitowanym 31 sierpnia 2009 roku) czołówka została zmieniona całkowicie: nowa szata graficzna, bohaterowie pojawiający się na tle Wrocławia. Wycofano postacie Anety, Mariusza i Marioli, a przedstawiono Emilię (Anna Ilczuk) i Patryka (Łukasz Dziemidok).
Od odcinka 1500, emitowanym 1 maja 2012 roku, występuje kolejna czołówka, w którym wystąpili: Marysia (Aneta Zając), Hubert (Michał Czernecki), Bartek (Rafał Kwietniewski), Paweł (Mikołaj Krawczyk), Artur (Łukasz Płoszajski), Grzegorz (Jan Jankowski), Aleksandra (Dominika Kojro), Błażej (Paweł Krucz), Kinga (Aleksandra Zienkiewicz), Radek (Mateusz Banasiuk), Szymon (Marcin Korcz), Daga (Anna Szymańczyk), Sabina (Urszula Dębska), Grażyna (Grażyna Wolszczak), Marek (Maciej Tomaszewski), Emilka (Anna Ilczuk), Śmiałek (Paweł Okoński), Malwina (Agnieszka Wielgosz), Wiktoria (Halszka Lehman), Anna (Agnieszka Włodarczyk), Aneta (Maria Pakulnis), Mikser (Błażej Michalski) i Kaśka (Michał Koterski).
14 lutego 2014 roku została zaprezentowana specjalna, walentynkowa czołówka, w której wystąpiła jedynie Aneta Zając, odtwórczyni roli Marii Radosz (odc. 1839). 16 grudnia 2014 roku czołówka została zaktualizowana z okazji także emisji jubileuszowego 2000 odcinka. Usunięto z niej Pawła, Huberta, Annę, Aleksandrę i Szymona. Dodane takie postacie jak: Karol (Karol Strasburger), Asia (Paulina Gałązka), Rysiek (Mirosław Kotowicz), Wojtek (Piotr Głowacki), Beata (Katarzyna Ankudowicz), Aleks (Hubert Jarczak), Jowita (Joanna Opozda) i Krystian (Patryk Pniewski).
Od odcinka 2901., emitowanym 2 września 2019 roku, występuje całkiem nowa czołówka, która zmieniła całkowicie szatę graficzną w kolorze błękitu. W pierwszych sekundach widać panoramę Wrocławia z rzeką Odrą i Ostrowem Tumskim z logo serialu, w następnych sekwencjach pojawiają się bohaterowie, którzy występują w serialu, jako film, który rozprasza barwę koloru, ukazując bohaterów wraz z kadrami poprzedniego sezonu. W połowie czołówki widać zdjęcia panoramiczne przestawiające Wrocław. Każdy z bohaterów jest podpisany serialowym imieniem: w kolorze czerwonym (kobiety) lub białym (mężczyźni). Na końcu czołówki jest białe tło z logo serialu oraz numerem odcinka.
W powyższej czołówce znalazły się takie postacie jak: Marysia (Aneta Zając), Michał (Wojciech Błach), Kinga (Aleksandra Zienkiewicz), Artur (Łukasz Płoszajski), Bartek (Rafał Kwietniewski), Emilka (Anna Ilczuk), Mateusz (Lesław Żurek), Anna (Agnieszka Suchora), Marian (Paweł Okoński), Melka (Ewa Jakubowicz), Paweł (Michał Malinowski), Kalina (Magdalena Wieczorek), Krystian (Patryk Pniewski), Piotrek (Michał Mikołajczak), Sylwia (Edyta Herbuś), Janek (Maciej Mikołajczyk), Sabina (Urszula Dębska), Karol (Karol Strasburger), Ewa (Ewa Gawryluk), Kaśka (Michał Koterski), Kuba (Kacper Olszewski), Malwina (Agnieszka Wielgosz), Wiktoria (Halszka Lehman), Olek (Krzysztof Wieszczek), Mikser (Błażej Michalski), Dorota (Magdalena Wróbel), Kazanowa (Elżbieta Romanowska), Seweryn (Mirosław Kropielnicki), Grzegorz (Jan Jankowski) i Grażyna (Grażyna Wolszczak).
W 2021 roku z czołówki usunięto postacie Mateusza, Anny, Pawła, Krystiana, Sylwii, Sabiny, Kuby i Grzegorza, a dodano postacie Julki (Dąbrówka Kruk), Tomka (Oskar Wojciechowski), Maćka (Joachim Olko), Marcina (Przemysław Cypryański), Magdy (Karolina Sawka), Lucynki (Delfina Wilkońska), Oskara (Filip Gurłacz), Fabiana (Tomasz Oświeciński), Wenerskiego (Przemysław Sadowski), Kacpra (Damian Kulec), Łazanka (Marek Pyś), Romana (Lech Dyblik) i Marty (Honorata Witańska). Ta czołówka została wprowadzona w odcinku 3273., emitowanym 1 października 2021 roku.
W 2023 roku z czołówki usunięto postacie Marcina, Miksera, Magdy, Piotrka, Melki, Wiktorii i Łazanka, a w zamian dodano postacie Tosi (Nela Bujakiewicz), Celiny (Grażyna Zielińska), Anki (Anna Pentz), Białego (Igor Paszczyk), Igi (Waleria Gorobets), Filipa (Dominik Smaruj), Julity (Dagmara Bryzek), Marlenki (Amelia i Emilia Baranowskie), Laury (Katarzyna Maciąg), Biernackiego (Krystian Wieczorek), Edwarda (Marek Siudym), Dominiki (Aneta Zając), Edka (Jarosław Gruda) i Stacha (Piotr Miazga). Ta czołówka obowiązywała od 3641. odcinka, emitowanego 4 września 2023 roku.

## Śliwowica
25 grudnia 2013 roku miała miejsce premiera filmu Śliwowica, bazująca na wątkach z serialu Pierwsza miłość. Premiera komedii odbyła się na kanale ATM Rozrywka w Boże Narodzenie o godzinie 12:00, zaś powtórka nastąpiła jeszcze tego samego dnia o godzinie 19:00 oraz 26 grudnia o godzinie 18:00, a także 28 grudnia o godzinie 16:00.
Film opowiada o podwójnym weselu w Wadlewie, który był głównym wątkiem odcinków 1535-1537 serialu. Z powodu braku dogodnych terminów Emilka z Bartkiem oraz Wiktoria z Rysiem postanowili zorganizować wspólnie ślub. Jagna, matka Bartka, bez oporów krytykuje jego wybór. Pomiędzy Marianem Śmiałkiem, ojcem panny młodej, i Jagną dochodzi do kłótni. Mimo sporu wesele przebiega spokojnie. Bartek oraz jego ojciec Jacek są zniesmaczeni zachowaniem Jagny. Dochodzi do zamieszania, gdy Jagna upija się śliwowicą produkcji Śmiałka i znika wraz z Wojtkiem Jancią. Dochodzi do bójki pomiędzy Bartkiem i Wojtkiem, która przeradza się w totalną awanturę.